# Hugo López Muñoz
Hugo López Muñoz, más conocido como Hugo López (Valladolid, 29 de julio de 1975), es un entrenador español de baloncesto. Actualmente entrena al Liaoning Flying Leopards de la Chinese Basketball Association.

## Trayectoria
Hugo comenzó su carrera como entrenador en 1999 en España; y continuó en Estados Unidos como segundo entrenador. El vallisoletano tiene experiencia en LEB y Liga Endesa, siempre como entrenado ayudante. En la máxima categoría ha sido el segundo de Pablo Laso en Guipúzcoa y en el Real Madrid, hasta el final de la temporada 2013-14. Con el equipo del Real Madrid ha ganado la Copa de Rey, la Liga ENDESA y la Euroliga.
Además, en verano de 2014 tuvo una experiencia en África entrenando a los Malabo Kings, además posee un máster en Educación Física, entre otros títulos, y ha ostentado otras responsabilidades en el mundo del baloncesto, tanto en España como en Estados Unidos.
En enero de 2015 el Montakit Fuenlabrada ha anunciado la llegada de Hugo López, que recogerá el testigo del recién destituido Luis Casimiro como técnico del conjunto madrileño.
Dos meses más tarde el Montakit Fuenlabrada ha anunciado la destitución del entrenador, deja el Montakit Fuenlabrada con un balance de 6 victorias y 21 derrotas, ocupando el último puesto de la clasificación. Hugo López fue contratado para mejorar los resultados de Luis Casimiro, que se marchaba con un récord de 3 victorias y 12 derrotas. El balance de Hugo López ha sido de 3 victorias y 9 derrotas, sin haber podido sacar al Montakit Fuenlabrada de los puestos de descenso.
En noviembre de 2015, firma con el Halifax Hurricanes de la Liga Nacional de Baloncesto de Canadá. Campeón de la NBL de Canadá. y nombrado "Coach of the Year" (Entrenador del año 2016).
Tras el campeonato canadiense, cambia de continente y aterriza en el Clube Recreativo Desportivo do Libolo de Angola. Con los angoleños consigue los 3 títulos posibles, Taça de Angola, Supertaça de Angola y el Campeonato Nacional. Hugo López hizo historia al conseguir todos los títulos por primera vez en la historia del baloncesto angolano.
En 2018, se convierte en entrenador de la Selección de baloncesto de Suecia.
En junio de 2019, se confirma su fichaje como entrenador del Carramimbre CBC Valladolid de la Liga LEB Oro.
El 28 de mayo de 2021, firma por el Earth Friends Tokyo Z de la Segunda División de B.League.
El 24 de agosto de 2021, deja la Selección de baloncesto de Suecia.
El 5 de agosto de 2022, firma por el Liaoning Flying Leopards de la Chinese Basketball Association.

## Clubes
- Categorías inferiores Fórum Valladolid
- 2000-2001. Northwestern High Scholl (Pennsylvania) (Estados Unidos). High School.
- 2001-2002. Edinboro University Pennsylvania (Estados Unidos). NCAA II. Entrenador asistente.
- 2002-2007. Club Baloncesto Villa Los Barrios. LEB. Entrenador ayudante de Félix Alonso y de Quino Salvo después.
- 2007-2009. Club Baloncesto Villa Los Barrios. LEB Oro. Entrenador ayudante de Moncho Fernández.
- 2009-2011. Lagun Aro GBC. ACB. Entrenador asistente de Pablo Laso.
- 2011-2014: Real Madrid. Entrenador asistente de Pablo Laso.
- 2014: Malabo Kings
- 2015: Baloncesto Fuenlabrada.
- 2015-2016: Halifax Hurricanes.
- 2016-2017: Clube Recreativo Desportivo do Libolo.
- 2018-2021: Selección de baloncesto de Suecia.
- 2019-2021: CB Ciudad de Valladolid. LEB Oro.
- 2021-2022: Earth Friends Tokyo Z. Segunda División de B.League.
- 2022-Actualidad: Liaoning Flying Leopards. Chinese Basketball Association